# Slieve Foy

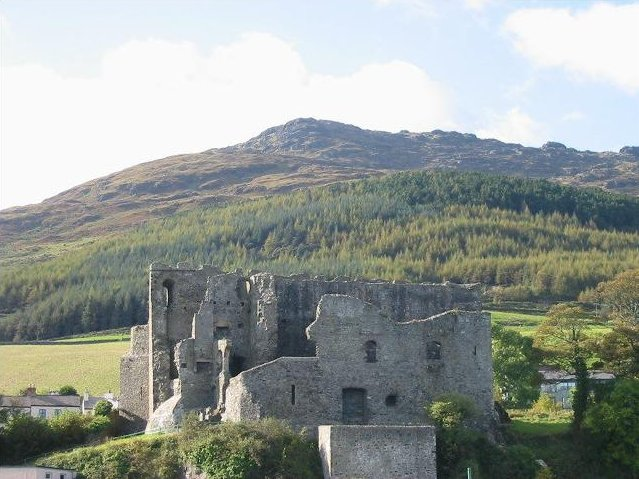
Slieve Foy od strony Carlingford (na pierwszym planie King John’s Castle)

Slieve Foy lub Slieve Foye (irl. Sliabh Feá) – szczyt w górski w Irlandii o wysokość 588 metrów, najwyższy w paśmie Carlingford Mountain i jednocześnie w hrabstwie Louth. Znajduje się w pobliżu miasta Carlingford.